# Metanepsia malaysiana
Metanepsia malaysiana är en tvåvingeart som beskrevs av Uwe Kallweit 1998. Metanepsia malaysiana ingår i släktet Metanepsia och familjen svampmyggor. Inga underarter finns listade i Catalogue of Life.